# Мамаджанова, Дилбархон Рахматовна
Дилбархо́н Рахма́товна Мамаджа́нова (узб. Dilbarxon Raxmatovna Mamadjanova; род. 13 октября 1967 года, Ферганская область, Узбекская ССР, СССР) — узбекский государственный деятель. С 2020 года является депутатом Законодательной палаты Олий Мажлиса IV созыва.

## Биография
Дилбархо́н Рахма́товна родился 13 октября 1967 года в Ферганской области. Окончила Ферганский политехнический институт. По специальности инженер-электрик.
С 2020 года является депутатом Законодательной палаты Олий Мажлиса IV созыва, член фракции народно-демократической партии Узбекистана, а также членом комитета по демократическим институтам, негосударственным организациям и органам самоуправления граждан.